# Shōhei Takeda
Pour les articles homonymes, voir Takeda.
Shōhei Takeda (武田 将平, Takeda Shōhei), né le 4 avril 1994 à Isehara, dans la préfecture de Kanagawa, est un footballeur japonais qui évolue au poste de milieu défensif au Kyoto Sanga depuis 2021. De 2017 à 2020, il joue pour Fagiano Okayama, dont la dernière année est jouée en prêt au Ventforet Kōfu.

## Biographie
Shōhei Takeda commence au club LittleJumbo SC, puis joue pour le club de l'école secondaire d'Isehara (ja), avant de rejoindre celui de l'école secondaire Ryūkei Kashiwa (ja). Après ses études secondaires, il s'inscrit à l'Université de Kanagawa, et rejoint le club de l'université aussi, où il est sélectionné dans l'équipe Denso Cup Challenge en ligues du Kantō B dès sa première année, en 2016. Lors du premier match de la coupe de l'Empereur, il effectue la passe décisive permettant de marquer le dernier but, contre Machida Zelvia FC.
En juillet de la même année, il se voit proposer de rejoindre le Fagiano Okayama pour la saison 2017. Il rejoint donc l'équipe en tant que joueur désigné jusqu'à la fin de la saison 2016. En 2020, il rejoint Ventforet Kōfu dans le cadre d'un prêt. Le 29 décembre 2020, il annonce qu'il rejoint Kyoto Sanga FC pour la saison 2021.
Il s'est marié le 29 octobre 2018 et a eu son premier enfant le 27 août 2021,.

## Statistiques
| Saison                | Club                   | Championnat           | Championnat | Championnat | Coupe nationale | Coupe nationale | Coupe de la Ligue | Coupe de la Ligue | Total | Total |
| Saison                | Club                   | Division              | M.          | B.          | M.              | B.              | M.                | B.                | M.    | B.    |
| 2016                  | Université de Kanagawa | N/A                   | -           | -           | 2               | 0               | -                 | -                 | 2     | 0     |
| 2017                  | Fagiano Okayama        | J2 League             | 1           | 1           | 2               | 0               | -                 | -                 | 3     | 1     |
| 2018                  | Fagiano Okayama        | J2 League             | 15          | 2           | 1               | 0               | -                 | -                 | 16    | 2     |
| 2019                  | Fagiano Okayama        | J2 League             | 27          | 1           | 1               | 0               | -                 | -                 | 28    | 1     |
| 2020                  | Ventforet Kōfu (prêt)  | J2 League             | 34          | 3           | -               | -               | -                 | -                 | 34    | 3     |
| 2021                  | Kyoto Sanga FC         | J2 League             | 36          | 1           | 0               | 0               | -                 | -                 | 36    | 1     |
| 2022                  | Kyoto Sanga FC         | J League              | 31          | 1           | 0               | 0               | 5                 | 0                 | 36    | 1     |
| 2023                  | Kyoto Sanga FC         | J League              | 13          | 0           | 0               | 0               | 0                 | 0                 | 13    | 0     |
| Total sur la carrière | Total sur la carrière  | Total sur la carrière | 157         | 9           | 6               | 0               | 5                 | 0                 | 168   | 9     |